# Götterbaum-Spinner
Der Götterbaum-Spinner (Samia cynthia), auch Ailanthus-Spinner genannt, ist ein Schmetterling aus der Familie der Pfauenspinner (Saturniidae). Neben der Nominatunterart werden die Unterarten Samia c. ricini und Samia c. pryeri unterschieden. Die ursprünglich in Asien beheimatete Art wurde zur Seidenraupenzucht in weiten Teilen der Erde eingeführt. Man findet sie deswegen beispielsweise im klimatisch günstigen südlichen Europa überall dort, wo die ebenso aus Asien stammende Hauptnahrungspflanze der Raupen, der Götterbaum (Ailanthus altissima), als Zierbaum gepflanzt wurde oder verwildert ist; meistens in Städten. In Indien werden die Puppen gegessen und in Nepal als Hühnerfutter verwendet.

## Merkmale

### Falter

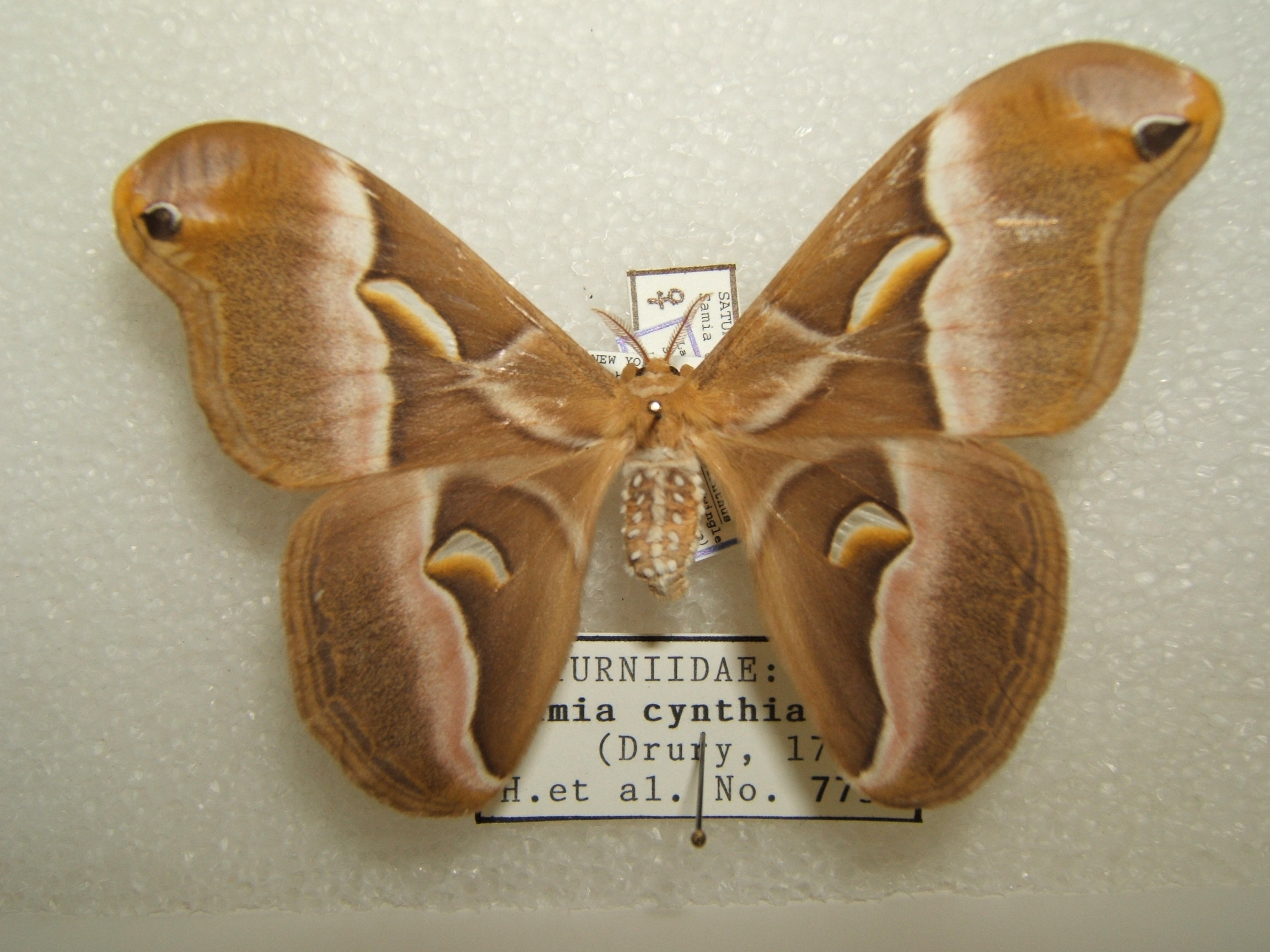
Präparat eines Weibchens

Die Falter haben eine Flügelspannweite von 100 bis 120 Millimetern (Männchen) bzw. 120 bis 130 Millimetern (Weibchen). Die Flügel der Weibchen sind weniger stark gestreckt als die der Männchen und auch weniger stark am Vorderflügelaußenrand gekrümmt. Die Fühler der Männchen sind fahl rotbraun und vierfach kurz gefiedert. Bei den Weibchen sind sie verhältnismäßig lang und doppelt gefiedert.
In Europa ist die Art unverwechselbar. Sie hat Ähnlichkeit mit Faltern der Gattungen Callosamia aus Nordamerika, Epiphora aus Afrika und Attacus aus Südostasien. Der Körper ist mit einer Länge von unter 25 Millimetern verhältnismäßig klein. Der Körper der Weibchen ist plumper als der der Männchen. Er hat eine lehmgelbe Farbe, wobei der Halskragen, die Bauchbinde und die Wollbüschel und Streifen am Hinterleib weißlichgrau sind. Die Vorderflügel sind lehmgelb bis olivbraun. Sie tragen an der Vorderflügelbasis ein stark zum Körper hin gewinkeltes weißes Band, das außen schwarz gerandet ist. Das Band reicht bis zum Diskalbereich und hat dort zwei Medianzähne, von denen der obere in den unteren Bereich des langgestreckten Mondflecks mündet. Dieser ist auf seinem zum Flügelvorderrand hin gerichteten Rand durchsichtig und dünn weiß begrenzt. Dahinter ist der Fleck breit lehmgelb ausgefüllt. Der Mondfleck trennt ein außen an ihn angrenzendes, weißes Diskalband in zwei leicht zum Körper hin gekrümmte Teile, die nach innen schwarz und nach außen rotviolett begrenzt sind. Der äußere Teil der Flügel ist mit schwarzen Schuppen besprenkelt. Ein feines Submarginalband ist ausgebildet, das oben schwarz und im unteren Teil des Vorderflügels graubraun ist. Es reicht nicht bis zur Flügelspitze. Knapp an der Flügelspitze (postapikal) sitzt ein großer grauer Fleck, der außen weiß gezackt ist. Dieser Fleck verliert sich diffus nach innen zum Postapikalbereich. Ein großer, ovaler, schwarzer Augenfleck befindet sich im Subapikalbereich nahe diesem Fleck.
Die Hinterflügel sind ebenso gefärbt wie die Vorderflügel, haben jedoch weniger nach innen gekrümmte Diskalbandteile und einen doppeltes, graugrünes, feines Submarginalband, von denen das innere mehrmals unterbrochen ist. Auf den Unterseiten sehen beide Flügelpaare sehr ähnlich der Oberseite aus, ihnen fehlt jedoch die Linie auf der Basalhälfte. Die Geschlechter unterscheiden sich nicht in ihrer Färbung, sind aber variabel. So hat die forma advena einen zurückgebildeten grauen Postapikalbereich und die forma parisiensis hat eine gelblich-braune Grundfarbe.

### Ei
Die langgestreckten Eier messen 1,5 mal 1 Millimeter. Sie haben eine gräulich-weiße Farbe und werden vom Weibchen mit einem braunen Sekret an den Nahrungspflanzen befestigt. Die halbmondförmigen Gelege bestehen aus bis zu 400 Eiern.

### Raupe

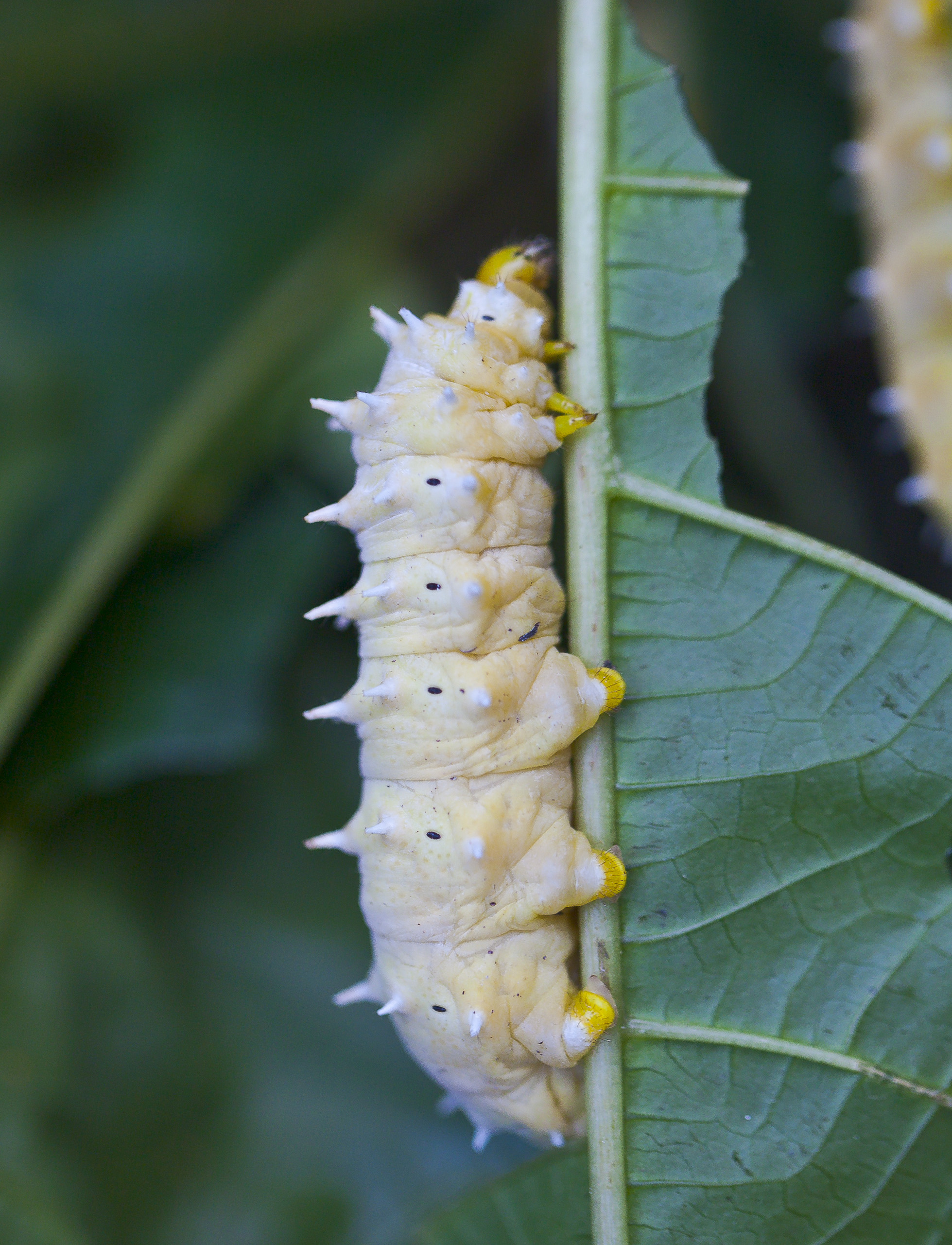
Raupe

Die Raupen werden 65 bis 80 Millimeter lang. Sie sind beim Schlupf etwa vier Millimeter lang und fressen zunächst die Eischale. Sie haben eine überwiegend gelbe Farbe und kegelförmige Tuberkel mit schwarzer Spitze. Die Beine und der Kopf sind schwarz. Am Körper verlaufen Längsreihen schwarzer Punkte. Im zweiten Stadium wird die Grundfarbe blasser. Die Kopfkapsel trägt schwarze Streifen. Im dritten Stadium können die Raupen ihren Vorderkörper in die dahinterliegenden Körpersegmente einziehen. Der Körper ist blassgelb, die Tuberkel am Rücken und an dessen Seiten sind weiß. Schwarze Bereiche am Nachschieber treten hervor. Ab dem vierten Stadium wird der Kopf hellbraun, der gelblichgrüne Körper ist weiß, puderartig überzogen und die Beine sind glänzend gelb. Im letzten Stadium ist der Kopf grünlich und der bepuderte Körper ist darunter blass blaugrün gefärbt. Teilweise sind die Tuberkel bläulich.

### Puppe
Die blassbraune Puppe ist 27 bis 30 Millimeter lang und zylindrisch geformt, wird jedoch nach vorne und hinten schmaler.

## Vorkommen und Lebensraum
Das ursprüngliche Verbreitungsgebiet umfasst die kühl gemäßigten bis tropischen Zonen großer Teile Ost- und Südostasiens und reicht vom Russischen Fernen Osten, Nordostchina und Japan im Norden bis Indien, Malaysia, auf die Indochinesische Halbinsel, Java, die Andamanen und die Philippinen im Süden.
Die Art wurde zur Gewinnung von Seide weit verbreitet und ist daher heute auch in Teilen Europas, Nordafrikas, im Nahen Osten und im Osten Nordamerikas anzutreffen. In Europa findet man die Art vereinzelt an klimatisch günstigen Orten, wo Götterbäume (Ailanthus) als Zierpflanzen angepflanzt wurden oder verwildert sind, wie beispielsweise in Paris, den Départements Oise und Gironde, sowie im Elsass, im Süden der Schweiz, an den norditalienischen Seen, wie etwa dem Gardasee, dem Nordosten Österreichs bis nach Wien, Ungarn, Istrien und Zentralslowenien. Eine Population im Nordosten Spaniens bei Barcelona ist ausgestorben. Eine weitere isolierte Population ist im Westen von Georgien etabliert.
Die Art besiedelt in ihrem ursprünglichen Verbreitungsgebiet offene Wälder des Flachlandes. In ihren neuen Verbreitungsgebieten tritt die Art hauptsächlich in Städten und Stadtrandbereichen auf. Nur selten findet man die Art hier oberhalb von 400 Metern Seehöhe.

## Lebensweise
Die Falter sind nacht- oder gelegentlich auch dämmerungsaktiv. Die meisten Tiere schlüpfen am späten Morgen. Die Weibchen locken die Männchen am Abend desselben Tages oder bereits am späten Nachmittag mittels Pheromonen an. Die Paarung erfolgt kurz nach Sonnenuntergang und dauert bis zu 12 Stunden. Tagsüber ruhen die Tiere zwischen Blattwerk.

### Flug- und Raupenzeiten
Die Falter fliegen im Norden ihres natürlichen Verbreitungsgebietes in einer, im Süden in bis zu drei Generationen. Im Norden des europäischen Verbreitungsgebietes fliegen die Tiere in einer Generation im Mai und Juni, im Süden Europas tritt gelegentlich auch eine zweite, partielle Generation von September bis Oktober auf. In der Zucht können bis zu sechs Generationen pro Jahr erzielt werden.

### Nahrung der Raupen

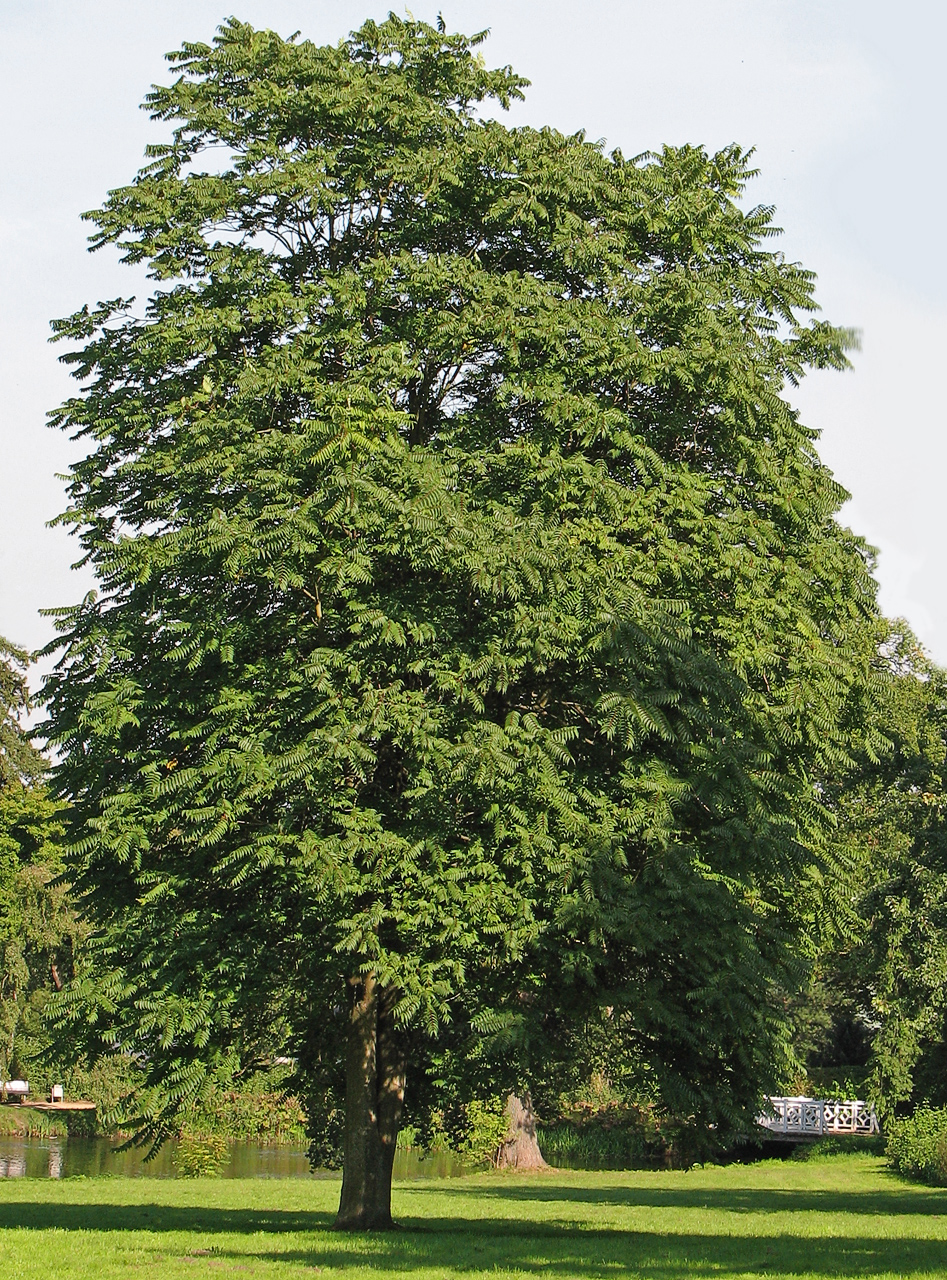
Die wichtigste Nahrungspflanze ist der Götterbaum (Ailanthus altissima).

In weiten Teilen des natürlichen Verbreitungsgebietes und auch in Europa ist der Götterbaum (Ailanthus altissima) die wichtigste Nahrungspflanze der Raupen. Sie sind ansonsten jedoch polyphag und fressen gelegentlich auch Holunder (Sambucus), Walnüsse (Juglans), Prunus-Arten, Liguster (Ligustrum), Forsythien (Forsythia), Wunderbaum (Ricinus communis), Goldregen (Laburnum), Mehlbeeren (Sorbus), Flieder (Syringa), Magnolien (Magnolia), Lorbeeren (Laurus) und weitere Laubgehölze. In Indien ist die Hauptnahrungspflanze der dort vorkommenden Unterart S. cynthia ricini der Wunderbaum. Auch dort werden jedoch auch zahlreiche weitere Pflanzenarten, wie beispielsweise Heteropanax fragrans, Manihot utilissima, Evodia flaxinifolia und auch Götterbaum gefressen. Die Raupen der Unterart S. cynthia pryeri wurden in Südkorea an Götterbaum, aber auch an Japanischer Aralie (Aralia elata) und Szechuanpfeffer (Zanthoxylum piperitum) nachgewiesen.

## Entwicklung
Die Weibchen legen die Eier auf den Unterseiten der Blätter der Nahrungspflanzen ab. Die Raupen schlüpfen nach 10 bis 20 Tagen. Sie gruppieren sich rasch unterhalb der Blätter, wo sie Kanäle in diese hineinfressen. Erst ab dem dritten oder vierten Stadium leben sie einzeln. Die Verpuppung findet in einem langgestreckten, birnenförmigen, schmutzigbraunen, unverschlossenen Kokon aus grober Seide statt, eingewickelt in ein Blatt, das mit Seide am nächsten Ast befestigt ist. Der Kokon verbleibt dort, während die Raupe überwintert. Der Kokon besteht aus loser Seide, innen mit einem festen Gespinst.

## Spezialisierte Feinde
Bei der Art sind die Raupenfliegen Exorista larvarum, Exorista sorbillans, Pales pavida und Pales pumicata sowie die Erzwespe Anastatus bifasciatus als Parasitoide nachgewiesen.

## Gefährdung und Schutz
Im Nordosten Indiens gelten die freilebenden Bestände durch Übernutzung und Entwaldung heute als gefährdet. In Europa tritt die Art zwar nur lokal auf, ist jedoch nicht selten. Da der Götterbaum-Spinner in Europa durch den Menschen eingeschleppt wurde, wird eine Aufnahme in die Rote Liste gefährdeter Arten, wie es in Spanien der Fall ist, von de Freina et al. nicht als sinnvoll erachtet.

## Wirtschaftliche Bedeutung
Der Götterbaum-Spinner wurde in Europa erstmals 1856 nach Turin eingeführt, um ihn für die Seidenproduktion zu züchten. Bis 1861 erreichte die Zucht mit etwa 40 Zuchtfarmen allein in Frankreich und weiteren Standorten in Oberitalien ihren Höhepunkt. In Österreich wurde die Zucht in Atzgersdorf nahe Wien versucht. Die aus den Kokons gewonnene Seide ist sehr zäh. Obwohl die Fäden zerkämmt werden, ist der daraus gewonnene Seidenstoff sehr grob. Der wirtschaftliche Erfolg stellte sich aufgrund der mangelhaften Qualität der Seide nicht ein und die Zucht wurde rasch wieder eingestellt. Die heute in Europa anzutreffenden Tiere stammen von entflogenen oder ausgesetzten Exemplaren ab. Gleich verhält es sich mit dem Götterbaum-Spinner in den Vereinigten Staaten. Dort wurde die Zucht ab den frühen 1860ern um Philadelphia versucht, war jedoch wirtschaftlich ebenso unrentabel und wurde eingestellt.
In Indien werden die Puppen gegessen und in Nepal als Hühnerfutter verwendet.

## Belege